# Barraca de vinya (Sant Climent Sescebes)
Barraca de vinya és una construcció popular del municipi de Sant Climent Sescebes (Alt Empordà) inclosa en l'Inventari del Patrimoni Arquitectònic de Catalunya.

## Descripció
Situada a la vora del camí de Vilartoli, a un quilòmetre al nord de la població de Sant Climent de Sescebes.
Es tracta d'una barraca de vinya de grans dimensions i planta quadrada, molt degradada i completament coberta de vegetació. Tot i això s'observa que el parament dels murs és de pedra sense desbastar de diverses mides, lligat amb abundant morter de calç. Un dels paraments exteriors conserva bona part d'un dels revestiments arrebossats que els cobrien.

## Història
L'origen històric de les barraques de pedra seca es remunta a èpoques ancestrals, no ben definides, i tradicionalment s'ha dividit funcionalment entre cabanes de pastors i cabanes de vinya i olivars i es relacionen amb l'expansió agrícola i demogràfica del segle xviii.
A partir de 1865 quan la fil·loxera començar a afectar greument a les vinyes franceses, el conreu de la vinya empordanesa es veu afavorit incrementant les seves explotacions, principalment cap a Gènova i Roma. Aquest auge va davallar amb la introducció de la fil·loxera al país cap al 1865, fent estralls en l'economia empordanesa i provocant una gran crisi en el sector, continuada de diferents migracions cap a, principalment, Cuba i l'Argentina.
La funció bàsica de les cabanes de pedra seca era tant l'aixopluc en moments de mal temps, com a magatzem per guardar les eines de treball.
A l'Empordà, les barraques de pedra seca es troben en diversos sectors, però es poden agrupar en tres principals: el format per la Serra de l'Albera i el Cap de Creus, on destaca la construcció emprant llicorella; un altre que abastaria el massís del Montgrí, de substrat calcari; i l'últim format pel paratge de la Garriga i per la serra dels Tramonts, també calcari.